# 卡斯鎮區 (愛荷華州錫達縣)
卡斯鎮區（英語：Cass Township）是位於美國愛荷華州錫達縣的一個行政鎮區。

## 地方資料
根據2010年美國人口普查的數據，卡斯鎮區的面積為69.88平方千米，當中陸地面積為67.72平方千米，而水域面積為2.16平方千米。當地共有人口295人，而人口密度為每平方千米4.22人。